# جردن باروز
جردن ارنست باروز (به انگلیسی: Jordan Ernest Burroughs) (زادهٔ ۸ ژوئن ۱۹۸۸) کشتی‌گیر اهل آمریکا است که در دسته‌های ۷۴ و ۷۹ کیلوگرم کشتی آزاد رقابت می‌کند. باروز برندهٔ مدال طلای المپیک ۲۰۱۲ لندن و قهرمان شش دورهٔ مسابقات قهرمانی کشتی جهان است. او یکی از بهترین کشتی‌گیران جهان در دههٔ اخیر و نیز از بهترین کشتی‌گیران آمریکاییِ تمام ادوار به‌شمار می‌رود. او ششمین مدال طلای قهرمانی جهان خود را در ۲۰۲۲، پس از گذشت بیش از یک دهه از اولین مدال طلای قهرمانی جهانش در ۲۰۱۱ کسب کرده است. باروز در قارهٔ آمریکا هم قهرمان سه دورهٔ پیاپی بازی‌های پان امریکن در ۲۰۱۱، ۲۰۱۵ و ۲۰۱۹ است.
باروز به مدت سه سال (۲۰۱۱، ۲۰۱۲ و ۲۰۱۳) در تمام ۷۰ مسابقه‌ای که در سطح جهان شرکت کرد، شکست‌ناپذیر بود و دو مدال طلای قهرمانی جهان ۲۰۱۱ استانبول و ۲۰۱۳ بوداپست، و مدال طلای المپیک ۲۰۱۲ لندن را به‌طور پیاپی کسب کرد. او دارندهٔ دو قهرمانی کشور در مسابقات ان‌سی‌ای‌ای بخش یکم آمریکا و همچنین برندهٔ جایزهٔ دنی هاج به عنوان برجسته‌ترین کشتی‌گیر کالج است.

## ابتدای زندگی
جردن باروز از بخش سیکلرویل، نیوجرسی در وینزلوو، نیوجرسی است. وی هنگامی که در مدرسه ابتدایی بود یک آگهی کشتی به خانه آورد و در سن ۵ سالگی نخستین عضو خانواده‌اش شد که کشتی گرفت. او برای ادامهٔ تحصیل به دبیرستان رفت، و در آن‌جا او در سه ورزش کشتی، فوتبال آمریکایی و دو و میدانی فعالیت داشت. او آرزو داشت که به عنوان یک دریافت کنندهٔ گسترده در ان اف ال بازی کند، اما به خاطر تمرکز بر روی کشتی، با وزن ۱۳۰ پوند به عنوان یک دانش‌آموز تازه‌کار در دوران دبیرستان، از ادامهٔ فعالیت در ورزش فوتبال منصرف شد.
او به عنوان کشتی‌گیر سه قهرمانی حوزه، دو قهرمانی منطقه، قهرمانی ایالت (NJSIAA) و قهرمان ملی NHSCA در سال آخر دبیرستان به دست آورد. وی با به دست آوردن ۱۱۵ برد و ۲۰ باخت فارغ‌التحصیل شد.

## فعالیت ورزشی

### سال ۲۰۱۱

#### قهرمانی جهان ۲۰۱۱
جردن باروز در نخستین تجربهٔ خود در مسابقات قهرمانی جهان در استانبول ۲۰۱۱ موفق شد با شکست دادن تمام رقبای خود نشان طلای وزن ۷۴ کیلوگرم را به‌دست بیاورد. وی ابتدا دیمیتری روچیناک اوکراینی را در دو وقت و با نتایج ۳–۱ و ۴–۲ شکست داد. سپس در برابر دنیس چارگوش از روسیه در حالی که در وقت نخست ۱–۳ باخته بود توانست با پیروزی ۱–۰ و ۲–۱ در دو وقت بعدی پیروز شود و ریکاردو روبرتی ونزوئلایی را دو بر صفر و با نتایج ۲–۱ و ۱–۰ برد. این کشتی‌گیر آمریکایی در نیمه‌نهایی اشرف علی‌اف از آذربایجان را در سه راند مبارزه و با نتایج ۰–۲، ۵–۴ و ۳–۰ از پیش رو برداشت و در مسابقهٔ پایانی صادق گودرزی از ایران را دو بر صفر و با نتایج ۳–۲ و ۴–۱ شکست داد.

#### بازی‌های پان آمریکن ۲۰۱۱
جردن باروز در بازی‌های پان آمریکن ۲۰۱۱ در گوادالاخارا، مکزیک توانست در دیدار نخست در مرحلهٔ یک‌چهارم نهایی خوزه مارکادو از اکوادور را در دو وقت و با نتایج ۷–۰ و ۶–۰ از پیش رو بردارد و در نیمه‌نهایی ریکردو روبرتی ونزوئلایی را ۲–۱ و ۱–۱ شکست داد و در دیدار نهایی یونیرکی بلانکو از کوبا را با نتایج مشابه ۳–۲ در دو وقت شکست داد و قهرمان مسابقات در وزن ۷۴ کیلوگرم آزاد مردان شد.

### سال ۲۰۱۲

#### المپیک ۲۰۱۲

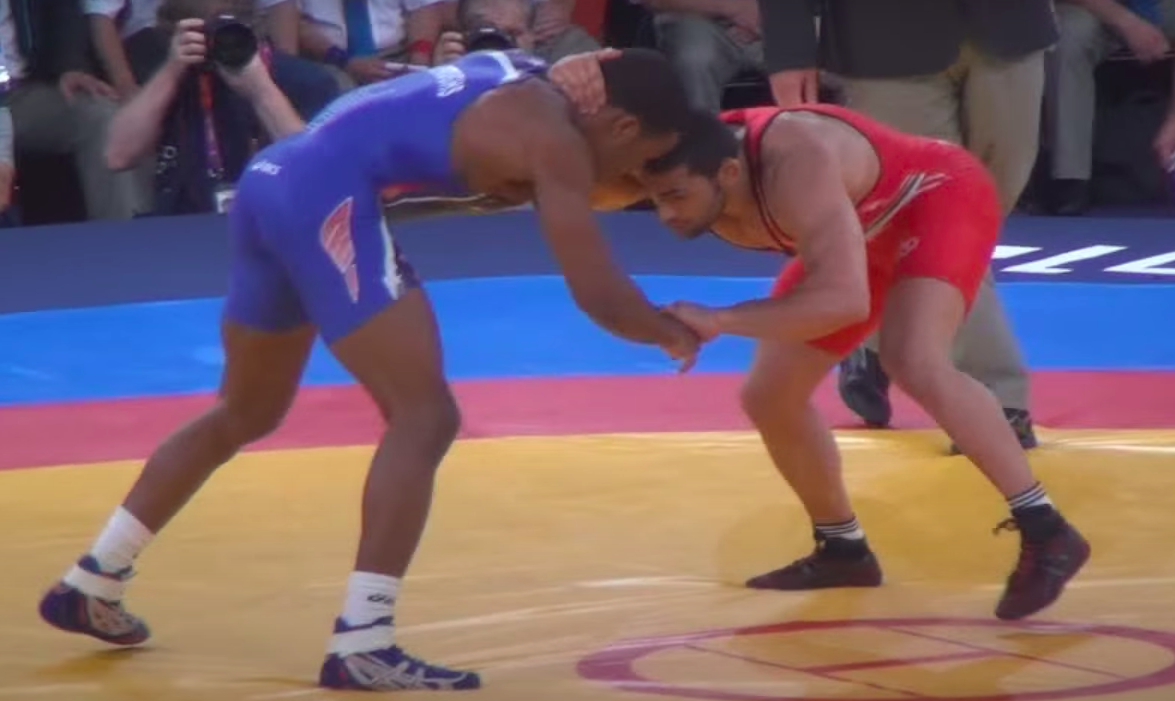
رویارویی باروز و صادق گودرزی در فینال المپیک ۲۰۱۲ لندن

باروز با پیروزی برابر آندرو هو در رقابت‌های انتخابی تیم المپیک ایالات متحده توانست جواز حضور در المپیک را به دست بیاورد. باروز در المپیک لندن ۲۰۱۲ در وزن ۷۴ کیلوگرم به میدان رفت. وی ابتدا فرانسیسکو سولر از پورتوریکو را دو بر صفر (۴–۰، ۶–۰) شکست داد و پس از آن در دور یک‌چهارم پایانی مت گنتری از کانادا را هم دو بر صفر (۲–۱، ۱–۱) از پیش رو برداشت. وی در نیمه‌پایانی دنیس چارگوش از روسیه را دو بر یک (۳–۱، ۰–۲، ۲–۱) برد و در دیدار نهایی صادق گودرزی ملی‌پوش ایران را همانند مسابقات جهانی ۲۰۱۱ دو بر صفر و با نتایج ۱–۰ و ۱–۰ مغلوب کرد و مدال طلای مسابقات را به گردن آویخت.

#### جام سروپلادو_کوبا
باروز موفق شد در فینال این مسابقات ترنت پائولسون هموطن خود را (۱_۲) و (۱_۵) شکست دهد و به مدال طلا دست پیدا کند

### سال ۲۰۱۳

#### قهرمانی جهان ۲۰۱۳
در مسابقات قهرمانی جهان ۲۰۱۳ جردن باروز دومین حضور خود در مسابقات جهانی را تجربه کرد. وی در این رویداد و در وزن ۷۴ کیلوگرم توانست با شکست دادن تمام رقبای خود قهرمان شود. وی برای کسب این عنوان، ابتدا جامید جلیلوف تاجیکستانی را ۹–۲ و سپس نارسینگ پانچام یاداو هندی و جبرئیل حسنف آذربایجانی را با نتایج مشابه ۷–۰ از پیش رو برداشت. او در نیمه‌نهایی علی شعبان‌اف بلاروسی را ۷–۱ شکست داد و در نهایت چهار بر صفر برابر عزت‌الله اکبری از ایران پیروز شد. این سومین پیروزی او در دیدار پایانی رقابت‌های قهرمانی جهان و المپیک برابر حریفان ایرانی‌اش بود.

### سال ۲۰۱۴

#### قهرمانی پان آمریکن ۲۰۱۴
باروز در قهرمانی پان آمریکن ۲۰۱۴ در مکزیکو سیتی با شکست دادن الیو زنتنو از بولیوی، خوزه سانتوس آمبروسیو از پرو و آدونیس آرویو از ونزوئلا با نتیجه‌های مشابه ۱۰–۰ به مسابقهٔ نهایی راه یافت و در این مسابقه لیوان لوپز از کوبا را ۱۳–۲ شکست داد و قهرمان شد.

#### قهرمانی جهان ۲۰۱۴
جردن در سومین حضور خود در مسابقات جهانی و این‌بار در تاشکند ۲۰۱۴ به مدال برنز وزن ۷۴ کیلوگرم دست یافت. او ابتدا آگوستو میدانا از کشور گینه بیسائو را ۴–۳ برد و سپس لی یون‌سئوک از کره جنوبی را ۱۳–۲ و رشید قربانف ازبکستانی را ۵–۰ شکست داد اما در نیمه‌نهایی از دنیس چارگوش از روسیه برخلاف دو مرتبهٔ پیشین شکست خورد و نتوانست سومین فینال جهانی خود را تجربه کند. باروز در دیدار برای کسب نشان برنز توانست رستم دودائف از اوکراین را ۸–۲ ببرد و سوم بشود. در این وزن دنیس چارگوش و سوساکه تاکاتانی از ژاپن قهرمان و نایب قهرمان شدند. لیوان لوپز کوبایی هم به همراه باروز در جایگاه سوم قرار گرفت.

### سال ۲۰۱۵

#### قهرمانی جهان ۲۰۱۵
جردن باروز در رقابت‌های قهرمانی جهان ۲۰۱۵ در ۷۴ کیلوگرم ابتدا کریستیان برزوزووسکی لهستانی را پنج بر دو برد. سپس اولگ زلخارویچ اوکراینی را ۱۰–۰ شکست داد و در دور بعد میهایل ناگی از مجارستان را ۱۱–۰ برد و در یک‌چهارم نهایی علیرضا قاسمی از کشور ایران را پنج بر صفر از پیش رو برداشت و به نیمه‌نهایی رسید. در این مرحله به‌سختی توانست انور گدویف روسیه‌ای را ۴–۳ ببرد و به دیدار پایانی برسد اما در دیدار پایانی کار سختی پیش رو نداشت و اونوربات پروجاو مغولستانی را ده بر صفر برد و در لاس وگاس برای سومین بار قهرمان جهان شد.

#### بازی‌های پان آمریکن ۲۰۱۵
جردن باروز در بازی‌های پان آمریکن ۲۰۱۵ در تورنتو، کانادا سه مسابقه انجام داد و با پیروزی بر تمام رقیبان‌اش قهرمان شد. او در این مسابقات و در وزن ۷۴ کیلوگرم، نخست لیوان لوپز کوبایی را ۱۳–۳ برد سپس یوون بالفور از کشور میزبان و یوآن بلانکو از اکوادور را با نتایج ۱۱ بر صفر شکست داد و نشان طلا را از آن خودش کرد.

### سال ۲۰۱۶

#### قهرمانی پان آمریکن ۲۰۱۶
باروز در قهرمانی پان آمریکن ۲۰۱۶ در فریسکو، تگزاس توانست پدرو اورلاندو مارتینز چن از گواتمالا را ده بر صفر ببرد. او در مرحلهٔ بعد فرانسیسکو دانیل سولر تانکو از پورتوریکو را ضربهٔ فنی کرد و در نیمه‌پایانی ایلیا آبلف از کانادا را ۱۴–۲ شکست داد. آخرین رقیب باروز در این مسابقات کارلوس مندز از کلمبیا بود که با نتیجهٔ ۱۲–۲ به جردن باخت و به نایب قهرمانی وزن ۷۴ کیلوگرم اکتفا کرد.

#### المپیک ۲۰۱۶
باروز در المپیک ریو ۲۰۱۶ یکی از شانس‌های اصلی کاروان آمریکا برای کسب مدال طلای بود. او در وزن ۷۴ کیلوگرم مسابقات آگوستو میدانا از گینه بیسائو را هشت بر سه از پیش رو برداشت اما در دیدار دوم نتیجه کشتی را سه بر دو به انور گدویف باخت و با راه یافتن گدویف به دیدار پایانی، جردن مجوز حضور در مسابقات شانس مجدد برای کسب مدال برنز را به‌دست‌آورد و در دیدار نخست این دور به مصاف بکزاد عبدالرحمانوف از ازبکستان رفت و با شکست ۰–۱۱ به رقیب ازبکستانی نتوانست به مدال برنز رقابت‌ها دست بیابد. در پایان مسابقات این وزن در المپیک، حسن یزدانی از ایران و انور گدویف از روسیه به ترتیب نشان طلا و نقره را به‌دست آوردند. جبرئیل حسنف آذربایجانی و سونر دمیرتاش ترکیه‌ای هم سوم مشترک شدند.

### سال ۲۰۱۷

#### قهرمانی جهان ۲۰۱۷
باروز در رقابت‌های قهرمانی جهان پاریس ۲۰۱۷ حاضر بود که علی شعبان‌اف کشتی‌گیر بلاروسی را ۷–۵، سوساکه تاکاتانی کشتی‌گیر ژاپنی را ۱۲–۲، زلیمخان حاجیف کشتی‌گیر فرانسوی را ۱۳–۲ شکست داد و به دیدار نیمه‌نهایی رسید، او در این مرحله بکزاد عبدالرحمانوف کشتی‌گیر ازبکی را شش بر پنج شکست داد تا علاوه بر گرفتن انتقام المپیک ریو از این کشتی‌گیر به رقابت پایانی این مسابقات برسد. وی در دیدار نهایی ختاگ تسابولوف کشتی‌گیر روسی را در دیداری تماشایی با نتیجهٔ ۹–۶ شکست داد و مدال طلا وزن ۷۴ کیلوگرم مسابقات جهانی را برای چهارمین بار به‌دست‌آورد.

### سال ۲۰۱۸

#### قهرمانی جهان ۲۰۱۸
باروز در رقابت‌های قهرمانی جهان ۲۰۱۸ که در بوداپست برگزار شد در رقابت نخست خودش باید به مصاف ونکیوس جاح از لیبریا می‌رفت اما او با توجه به حضور نداشتن رقیب لیبریایی، بدون انجام مسابقه به دور بعد راه یافت و در این دور مصطفی حسین‌خانی از ایران را ۴–۳ شکست داد. وی در رقابت سوم به زائوربک سیداکوف از روسیه با نتیجهٔ نزدیک شش بر پنج باخت و با توجه به حضور این کشتی‌گیر در رقابت نهایی، به دور شانس دوباره رفت. باروز برای کسب مدال برنز ابتدا میروسلاو کیروف از بلغارستان را ۹–۰ شکست داد و سپس فرانک چامیزو از ایتالیا را چهار بر چهار شکست داد و بدین ترتیب مدال برنز وزن ۷۴ کیلوگرم مسابقات قهرمانی جهان را به‌دست‌آورد.

### سال ۲۰۱۹

#### بازی‌های پان آمریکن ۲۰۱۹
جردن باروز در بازی‌های پان آمریکن ۲۰۱۹ در لیما، پرو آبل هررا از پرو را ۱۰–۰ برد. سپس گاندری گارزون از پورتوریکو را ۱۵–۴ شکست داد. در نهایت فرانکلین گومز از کوبا را چهار بر یک مغلوب کرد و برای سومین بار نشان طلای این بازی‌ها را به گردن آویخت.

#### قهرمانی جهان ۲۰۱۹
باروز همانند سال‌های ۲۰۱۱ تا ۲۰۱۸ که در مسابقات انتخابی تیم‌ملی ایالات متحده بر رقیبان خودش پیروز شده بود، این بار هم بر رقیب خودش در انتخابی تیم‌ملی پیروز شد و عضو تیم آمریکا در مسابقات جهانی شد و در وزن ۷۴ کیلوگرم کشتی آزاد نورسلطان ۲۰۱۹ شرکت کرد. او در رقابت نخست عظمت نوریکائو از بلاروس را ۱۱–۱۰، و در رقابت‌های دوم و سوم به ترتیب مراد کوراماگومدوف از مجارستان را ۶–۴ و حاجی‌مراد حاجی‌اف از آذربایجان را ۸–۱ شکست داد اما در نیمه‌نهایی به زائوربک سیداکوف از روسیه با نتیجهٔ ۳–۴ باخت و به دیدار رده‌بندی برای کسب جایگاه سوم رفت. وی مائو اوکوئی از ژاپن را درحالی که ده بر صفر پیش بود با ضربه‌فنی شکست داد و نشان برنز وزن ۷۴ کیلوگرم رقابت‌ها را برای سومین مرتبه به‌دست‌آورد.

### سال ۲۰۲۱

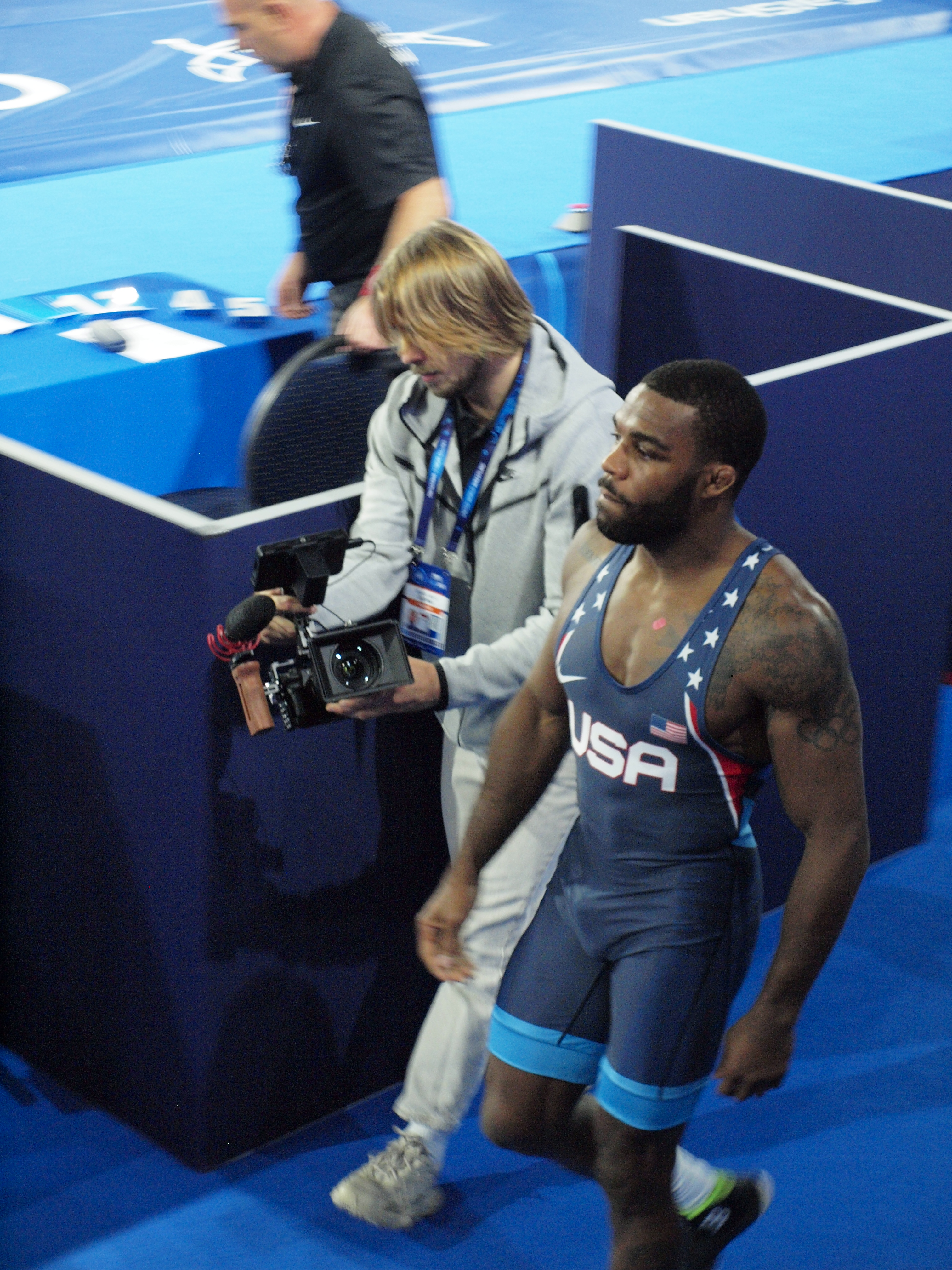
باروز در مسابقات قهرمانی جهان ۲۰۲۱

#### قهرمانی کشتی جهان ۲۰۲۱
باروز در وزن ۷۹ کیلوگرم کشتی آزاد قهرمانی کشتی جهان ۲۰۲۱ اسلو شرکت کرد، او در این مسابقات سم برمیش از کانادا، بولات ساکایف از قزاقستان، رادیک ولی‌یف از روسیه و ریوکی یوشیدا از ژاپن را شکست داد و به فینال رسید. وی در فینال محمد نخودی از ایران را شکست داد و مدال طلا را بدست آورد.

### قهرمانی کشتی جهان ۲۰۲۲ بلگراد
باروز در وزن ۷۹ کیلوگرم کشتی آزاد قهرمانی کشتی جهان ۲۰۲۲ بلگراد شرکت کرد، او در این مسابقات ساهرگلدی ساپارمیرادوف از ترکمنستان، دژان میتروف از مقدونیه، ارسلان بوداژاپوف از قرقیزستان و علی-پاشا عمرپاشایف از بلغارستان را شکست داد و به فینال رسید. وی در فینال محمد نخودی از ایران را شکست داد و مدال طلا را بدست آورد.

### جام جهانی کشتی ۲۰۲۲ آیوواسیتی
جام جهانی کشتی ۲۰۲۲ - آزاد مردان در دسامبر۲۰۲۲ در آمریکا آغاز شد و تیم ملی کشتی آمریکا با پیروزی ۶ بر ۴ برابر تیم ملی کشتی ایران در فینال برای پانزدهمین بار قهرمان جام جهانی شد نکته جالب توجه در فینال شکست جوردن باروز برابر حریف ایرانی علی سوادکوهی بود علی سوادکوهی سرانجام توانست طلسم شکنی کند و با نتیجه ۶ بر ۶ با چاشنی شانس، امتیاز درشت بر جوردن باروز غلبه کند جوردن باروز قبل از مصاف با سوادکوهی برابر ۱۵ کشتی‌گیر ایرانی به صورت پیاپی به پیروزی رسیده بود.

## زندگی شخصی

### خانواده
در ۱۲ اکتبر ۲۰۱۳، جردن باروز با لورن ماریاچر ازدواج کرد و آن‌ها یک پسر به نام بیاکون (Beacon) و دو دختر با نام‌های اُرا (Ora) و ریسه (Rise) دارند.

### مذهب
جردن باروز یک مسیحی کاتولیک است.

### ورزش‌های دیگر
جردن دوستدار ورزش فوتبال آمریکایی و از طرفداران تیم بوفالو بیلز در NFL است.

## نتایج رقابت‌ها
| رقابت‌های سبک آزاد                                | رقابت‌های سبک آزاد                       | رقابت‌های سبک آزاد                       | رقابت‌های سبک آزاد                       | رقابت‌های سبک آزاد                       | رقابت‌های سبک آزاد                                        | رقابت‌های سبک آزاد                       |
| نتیجه.                                           | رکورد                                   | رقیب                                    | امتیاز                                  | تاریخ                                   | رویداد                                                   | مکان                                    |
| انتخابی تیم المپیک آمریکا ۲۰۲۰ در ۷۴ ک‌گ          | انتخابی تیم المپیک آمریکا ۲۰۲۰ در ۷۴ ک‌گ | انتخابی تیم المپیک آمریکا ۲۰۲۰ در ۷۴ ک‌گ | انتخابی تیم المپیک آمریکا ۲۰۲۰ در ۷۴ ک‌گ | انتخابی تیم المپیک آمریکا ۲۰۲۰ در ۷۴ ک‌گ | انتخابی تیم المپیک آمریکا ۲۰۲۰ در ۷۴ ک‌گ                  | انتخابی تیم المپیک آمریکا ۲۰۲۰ در ۷۴ ک‌گ |
| ------------------------------------------------ | --------------------------------------- | --------------------------------------- | --------------------------------------- | --------------------------------------- | -------------------------------------------------------- | --------------------------------------- |
| باخت                                             | ۱۹۷–۱۴                                  | کایل داک                                | ۲–۳                                     | ۳ آوریل ۲۰۲۱                            | انتخابی تیم المپیک آمریکا ۲۰۲۰                           | فورت ورث                                |
| باخت                                             | ۱۹۷–۱۳                                  | کایل داک                                | ۰–۳                                     | ۳ آوریل ۲۰۲۱                            | انتخابی تیم المپیک آمریکا ۲۰۲۰                           | فورت ورث                                |
| سری رنکینگ متئو پلیکونه ۲۰۲۱ در ۷۴ ک‌گ            |                                         |                                         |                                         |                                         |                                                          |                                         |
| باخت                                             | ۱۹۷–۱۲                                  | فرانک چامیزو                            | ۲–۳                                     | ۷ مارس ۲۰۲۱                             | سری رنکینگ متئو پلیکونه ۲۰۲۱                             | رم                                      |
| برد                                              | ۱۹۷–۱۱                                  | نارسینگ پانچام یاداو                    | ۴–۱                                     | ۷ مارس ۲۰۲۱                             | سری رنکینگ متئو پلیکونه ۲۰۲۱                             | رم                                      |
| برد                                              | ۱۹۶–۱۱                                  | دانیار کایسانوف                         | ۵–۰                                     | ۷ مارس ۲۰۲۱                             | سری رنکینگ متئو پلیکونه ۲۰۲۱                             | رم                                      |
| باخت                                             | ۱۹۵–۱۱                                  | دیوید تیلور                             | ۴-۴                                     | ۱۳ ژانویه ۲۰۲۱                          | فلوورستلینگ: باروز مقابل. تیلور                          | لینکلن، نبراسکا                         |
| برد                                              | ۱۹۵–۱۰                                  | Zahid Valencia                          | ۸–۵                                     | ۱۴ نوامبر ۲۰۲۰                          | فلوورستلینگ: باروز مقابل. والنسیا                        | آستین، تگزاس                            |
| قهرمانی پان آمریکن ۲۰۲۰ در ۷۴ ک‌گ                 |                                         |                                         |                                         |                                         |                                                          |                                         |
| برد                                              | ۱۹۴–۱۰                                  | فرانکلین گومز                           | ۸–۱                                     | ۶–۹ مارس ۲۰۲۰                           | قهرمانی پان آمریکن ۲۰۲۰                                  | اتاوا، کانادا                           |
| برد                                              | ۱۹۳–۱۰                                  | گیاندری گارزون                          | ۳–۰                                     | ۶–۹ مارس ۲۰۲۰                           | قهرمانی پان آمریکن ۲۰۲۰                                  | اتاوا، کانادا                           |
| برد                                              | ۱۹۲–۱۰                                  | Jorge Llano                             | امتیاز فنی عالی ۱۰–۰                    | ۶–۹ مارس ۲۰۲۰                           | قهرمانی پان آمریکن ۲۰۲۰                                  | اتاوا، کانادا                           |
| قهرمانی جهان ۲۰۱۹ در ۷۴ ک‌گ                       |                                         |                                         |                                         |                                         |                                                          |                                         |
| برد                                              | ۱۹۱–۱۰                                  | Mao Okui                                | امتیاز فنی عالی ۱۰–۰                    | ۲۰–۲۱ مارس ۲۰۱۹                         | قهرمانی جهان ۲۰۱۹                                        | نورسلطان، قزاقستان                      |
| باخت                                             | ۱۹۰–۱۰                                  | زائوربک سیداکوف                         | ۳–۴                                     | ۲۰–۲۱ مارس ۲۰۱۹                         | قهرمانی جهان ۲۰۱۹                                        | نورسلطان، قزاقستان                      |
| برد                                              | ۱۹۰–۹                                   | Khadzhimurad Gadzhiyev                  | ۸–۱                                     | ۲۰–۲۱ مارس ۲۰۱۹                         | قهرمانی جهان ۲۰۱۹                                        | نورسلطان، قزاقستان                      |
| برد                                              | ۱۸۹–۹                                   | Murad Kuramagomedov                     | ۶–۴                                     | ۲۰–۲۱ مارس ۲۰۱۹                         | قهرمانی جهان ۲۰۱۹                                        | نورسلطان، قزاقستان                      |
| برد                                              | ۱۸۸–۹                                   | Azamat Nurykau                          | ۱۱–۱۰                                   | ۲۰–۲۱ مارس ۲۰۱۹                         | قهرمانی جهان ۲۰۱۹                                        | نورسلطان، قزاقستان                      |
| بازی‌های پان آمریکن ۲۰۱۹ در ۷۴ ک‌گ                 |                                         |                                         |                                         |                                         |                                                          |                                         |
| برد                                              | ۱۸۷–۹                                   | فرانکلین گومز                           | ۴–۱                                     | ۱۰ اوت ۲۰۱۹                             | بازی‌های پان آمریکن ۲۰۱۹                                  | لیما                                    |
| برد                                              | ۱۸۶–۹                                   | گیاندری گارزون                          | امتیاز فنی عالی ۱۵–۴                    | ۱۰ اوت ۲۰۱۹                             | بازی‌های پان آمریکن ۲۰۱۹                                  | لیما                                    |
| برد                                              | ۱۸۵–۹                                   | Abel Herrera                            | امتیاز فنی عالی ۱۰–۰                    | ۱۰ اوت ۲۰۱۹                             | بازی‌های پان آمریکن ۲۰۱۹                                  | لیما                                    |
| یاشار دوغو ۲۰۱۹ در ۷۴ ک‌گ                         |                                         |                                         |                                         |                                         |                                                          |                                         |
| برد                                              | ۱۸۴–۹                                   | یاکوپ گور                               | امتیاز فنی عالی ۱۲–۲                    | ۱۱–۱۴ ژوئیه ۲۰۱۹                        | یاشار دوغو ۲۰۱۹                                          | استانبول، ترکیه                         |
| برد                                              | ۱۸۳–۹                                   | تیموراز سالکازانوف                      | ۶–۴                                     | ۱۱–۱۴ ژوئیه ۲۰۱۹                        | یاشار دوغو ۲۰۱۹                                          | استانبول، ترکیه                         |
| برد                                              | ۱۸۲–۹                                   | Csaba Vida                              | امتیاز فنی عالی ۱۰–۰                    | ۱۱–۱۴ ژوئیه ۲۰۱۹                        | یاشار دوغو ۲۰۱۹                                          | استانبول، ترکیه                         |
| فینال X: لینکلن ۲۰۱۹ در ۷۴ ک‌گ                    |                                         |                                         |                                         |                                         |                                                          |                                         |
| برد                                              | ۱۸۱–۹                                   | Isaiah Martinez                         | ۷–۱                                     | ۱۴–۱۵ ژوئن ۲۰۱۹                         | انتخابی تیم جهانی آمریکا ۲۰۱۹                            | لینکلن، نبراسکا                         |
| باخت                                             | ۱۸۰–۹                                   | Isaiah Martinez                         | ۵–۵                                     | ۱۴–۱۵ ژوئن ۲۰۱۹                         | انتخابی تیم جهانی آمریکا ۲۰۱۹                            | لینکلن، نبراسکا                         |
| برد                                              | ۱۸۰–۸                                   | Isaiah Martinez                         | ۵–۴                                     | ۱۴–۱۵ ژوئن ۲۰۱۹                         | انتخابی تیم جهانی آمریکا ۲۰۱۹                            | لینکلن، نبراسکا                         |
| برد                                              | ۱۷۹–۸                                   | Ben Askren                              | امتیاز فنی عالی ۱۱–۰                    | ۶ مه ۲۰۱۹                               | مبارزات خیابانی ۲۰۱۹: گلاویزی در گاردن                   | نیویورک                                 |
| قهرمانی پان آمریکن ۲۰۱۹ در ۷۴ ک‌گ                 |                                         |                                         |                                         |                                         |                                                          |                                         |
| برد                                              | ۱۷۸–۸                                   | Jevon Balfour                           | ۷–۰                                     | ۱۹–۲۱ آوریل ۲۰۱۹                        | قهرمانی پان آمریکن ۲۰۱۹                                  | بوئنوس آیرس، آرژانتین                   |
| برد                                              | ۱۷۷–۸                                   | Adonis Arroyo                           | امتیاز فنی عالی ۱۰–۰                    | ۱۹–۲۱ آوریل ۲۰۱۹                        | قهرمانی پان آمریکن ۲۰۱۹                                  | بوئنوس آیرس، آرژانتین                   |
| برد                                              | ۱۷۶–۸                                   | فرانکلین گومز                           | ۵–۲                                     | ۱۹–۲۱ آوریل ۲۰۱۹                        | قهرمانی پان آمریکن ۲۰۱۹                                  | بوئنوس آیرس، آرژانتین                   |
| برد                                              | ۱۷۵–۸                                   | Freddy Vera                             | ۹–۰                                     | ۱۹–۲۱ آوریل ۲۰۱۹                        | قهرمانی پان آمریکن ۲۰۱۹                                  | بوئنوس آیرس، آرژانتین                   |
| دان کولوف – نیکولا پتروف ۲۰۱۹ در ۷۴ ک‌گ           |                                         |                                         |                                         |                                         |                                                          |                                         |
| برد                                              | ۱۷۴–۸                                   | بکزاد عبدالرحمانوف                      | ۴–۳                                     | ۲۸ فوریه – ۳ مارس ۲۰۱۹                  | یادبود دان کولوف – نیکولا پتروف ۲۰۱۹                     | روسه                                    |
| برد                                              | ۱۷۳–۸                                   | Ali Umarpashaev                         | ۷–۲                                     | ۲۸ فوریه – ۳ مارس ۲۰۱۹                  | یادبود دان کولوف – نیکولا پتروف ۲۰۱۹                     | روسه                                    |
| برد                                              | ۱۷۲–۸                                   | فرانک چامیزو                            | ۹–۲                                     | ۲۸ فوریه – ۳ مارس ۲۰۱۹                  | یادبود دان کولوف – نیکولا پتروف ۲۰۱۹                     | روسه                                    |
| برد                                              | ۱۷۱–۸                                   | Jitender                                | ۹–۰                                     | ۲۸ فوریه – ۳ مارس ۲۰۱۹                  | یادبود دان کولوف – نیکولا پتروف ۲۰۱۹                     | روسه                                    |
| قهرمانی جهان ۲۰۱۸ در ۷۴ ک‌گ                       |                                         |                                         |                                         |                                         |                                                          |                                         |
| برد                                              | ۱۷۰–۸                                   | فرانک چامیزو                            | ۴–۴                                     | ۲۰–۲۱ اکتبر ۲۰۱۸                        | قهرمانی جهان ۲۰۱۸                                        | بوداپست، مجارستان                       |
| برد                                              | ۱۶۹–۸                                   | Miroslav Kirov                          | ۹–۰                                     | ۲۰–۲۱ اکتبر ۲۰۱۸                        | قهرمانی جهان ۲۰۱۸                                        | بوداپست، مجارستان                       |
| باخت                                             | ۱۶۸–۸                                   | زائوربک سیداکوف                         | ۵–۶                                     | ۲۰–۲۱ اکتبر ۲۰۱۸                        | قهرمانی جهان ۲۰۱۸                                        | بوداپست، مجارستان                       |
| برد                                              | ۱۶۷–۷                                   | مصطفی حسین‌خانی                          | ۴–۳                                     | ۲۰–۲۱ اکتبر ۲۰۱۸                        | قهرمانی جهان ۲۰۱۸                                        | بوداپست، مجارستان                       |
| یاشار دوغو ۲۰۱۸ در ۷۴ ک‌گ                         |                                         |                                         |                                         |                                         |                                                          |                                         |
| باخت                                             | ۱۶۶–۷                                   | فرانک چامیزو                            | ۱۰–۱۰                                   | ۲۷–۱۹ ژوئیه ۲۰۱۸                        | یاشار دوغو ۲۰۱۸                                          | استانبول، ترکیه                         |
| برد                                              | ۱۶۶–۶                                   | Bolat Sakayev                           | ۹–۴                                     | ۲۷–۱۹ ژوئیه ۲۰۱۸                        | یاشار دوغو ۲۰۱۸                                          | استانبول، ترکیه                         |
| برد                                              | ۱۶۵–۶                                   | Nurykan Azamat                          | امتیاز فنی عالی ۱۰–۰                    | ۲۷–۱۹ ژوئیه ۲۰۱۸                        | یاشار دوغو ۲۰۱۸                                          | استانبول، ترکیه                         |
| برد                                              | ۱۶۴–۶                                   | Saeed Zervanatareq                      | امتیاز فنی عالی ۱۰–۰                    | ۲۷–۱۹ ژوئیه ۲۰۱۸                        | یاشار دوغو ۲۰۱۸                                          | استانبول، ترکیه                         |
| فینال X: لینکلن ۲۰۱۸ در ۷۴ ک‌گ                    |                                         |                                         |                                         |                                         |                                                          |                                         |
| برد                                              | ۱۶۳–۶                                   | Isaiah Martinez                         | امتیاز فنی عالی ۱۱–۱                    | ۸–۹ ژوئن ۲۰۱۸                           | انتخابی تیم جهانی آمریکا ۲۰۱۸                            | لینکلن، نبراسکا                         |
| برد                                              | ۱۶۲–۶                                   | Isaiah Martinez                         | ۴–۱                                     | ۸–۹ ژوئن ۲۰۱۸                           | انتخابی تیم جهانی آمریکا ۲۰۱۸                            | لینکلن، نبراسکا                         |
| برد                                              | ۱۶۱–۶                                   | فرانک چامیزو                            | ۶–۵                                     | ۱۷ مه ۲۰۱۸                              | مبارزات خیابانی ۲۰۱۸: تیم آمریکا مقابل. آل-استارهای جهان | نیویورک                                 |
| جام جهانی ۲۰۱۸ در ۷۴ ک‌گ                          |                                         |                                         |                                         |                                         |                                                          |                                         |
| برد                                              | ۱۶۰–۶                                   | Gasjimurad Omarov                       | ضربه فنی                                | ۷–۸ آوریل ۲۰۱۸                          | جام جهانی ۲۰۱۸                                           | آیووا سیتی، آیووا                       |
| برد                                              | ۱۵۹–۶                                   | Tarzan Maisuradze                       | امتیاز فنی عالی ۱۰–۰                    | ۷–۸ آوریل ۲۰۱۸                          | جام جهانی ۲۰۱۸                                           | آیووا سیتی، آیووا                       |
| برد                                              | ۱۵۸–۶                                   | یوهی فوجینامی                           | ۷–۱                                     | ۷–۸ آوریل ۲۰۱۸                          | جام جهانی ۲۰۱۸                                           | آیووا سیتی، آیووا                       |
| قهرمانی جهان ۲۰۱۷ در ۷۴ ک‌گ                       |                                         |                                         |                                         |                                         |                                                          |                                         |
| برد                                              | ۱۵۷–۶                                   | ختاگ تسابولوف                           | ۹–۶                                     | ۲۱–۲۷ اوت ۲۰۱۷                          | قهرمانی جهان ۲۰۱۷                                        | پاریس، فرانسه                           |
| برد                                              | ۱۵۶–۶                                   | بکزاد عبدالرحمانوف                      | ۶–۵                                     | ۲۱–۲۷ اوت ۲۰۱۷                          | قهرمانی جهان ۲۰۱۷                                        | پاریس، فرانسه                           |
| برد                                              | ۱۵۵–۶                                   | زلیمخان حاجیف                           | امتیاز فنی عالی ۱۳–۲                    | ۲۱–۲۷ اوت ۲۰۱۷                          | قهرمانی جهان ۲۰۱۷                                        | پاریس، فرانسه                           |
| برد                                              | ۱۵۴–۶                                   | سوساکه تاکاتانی                         | امتیاز فنی عالی ۱۲–۲                    | ۲۱–۲۷ اوت ۲۰۱۷                          | قهرمانی جهان ۲۰۱۷                                        | پاریس، فرانسه                           |
| برد                                              | ۱۵۳–۶                                   | علی شعبان‌اف                             | ۷–۵                                     | ۲۱–۲۷ اوت ۲۰۱۷                          | قهرمانی جهان ۲۰۱۷                                        | پاریس، فرانسه                           |
| گرند پریکس اسپانیا ۲۰۱۷ در ۷۴ ک‌گ                 |                                         |                                         |                                         |                                         |                                                          |                                         |
| برد                                              | ۱۵۲–۶                                   | Jevon Balfour                           | امتیاز فنی عالی ۱۰–۰                    | ۱۵–۱۶ ژوئیه ۲۰۱۷                        | گرند پریکس اسپانیا ۲۰۱۷                                  | مادرید، اسپانیا                         |
| برد                                              | ۱۵۱–۶                                   | Seyedali Mousavi                        | امتیاز فنی عالی ۱۰–۰                    | ۱۵–۱۶ ژوئیه ۲۰۱۷                        | گرند پریکس اسپانیا ۲۰۱۷                                  | مادرید، اسپانیا                         |
| برد                                              | ۱۵۰–۶                                   | Nurgaliy Zholayev                       | امتیاز فنی عالی ۱۰–۰                    | ۱۵–۱۶ ژوئیه ۲۰۱۷                        | گرند پریکس اسپانیا ۲۰۱۷                                  | مادرید، اسپانیا                         |
| برد                                              | ۱۴۹–۶                                   | تایموراز فریف                           | امتیاز فنی عالی ۱۰–۰                    | ۱۵–۱۶ ژوئیه ۲۰۱۷                        | گرند پریکس اسپانیا ۲۰۱۷                                  | مادرید، اسپانیا                         |
| انتخابی تیم جهانی آمریکا در ۷۴ ک‌گ                |                                         |                                         |                                         |                                         |                                                          |                                         |
| برد                                              | ۱۴۸–۶                                   | کایل داک                                | ۶–۲                                     | ۹–۱۰ ژوئن ۲۰۱۷                          | انتخابی تیم جهانی آمریکا ۲۰۱۷                            | لینکلن، نبراسکا                         |
| برد                                              | ۱۴۷–۶                                   | کایل داک                                | ۸–۴                                     | ۹–۱۰ ژوئن ۲۰۱۷                          | انتخابی تیم جهانی آمریکا ۲۰۱۷                            | لینکلن، نبراسکا                         |
| باخت                                             | ۱۴۶–۶                                   | کایل داک                                | ۶–۶                                     | ۹–۱۰ ژوئن ۲۰۱۷                          | انتخابی تیم جهانی آمریکا ۲۰۱۷                            | لینکلن، نبراسکا                         |
| برد                                              | ۱۴۶–۵                                   | سوساکه تاکاتانی                         | ۹–۲                                     | ۱۷ مه ۲۰۱۷                              | مبارزات خیابانی ۲۰۱۷: میدان تایمز                        | نیویورک                                 |
| اوپن آمریکا ۲۰۱۷ در ۷۴ ک‌گ                        |                                         |                                         |                                         |                                         |                                                          |                                         |
| برد                                              | ۱۴۵–۵                                   | کایل داک                                | ۲–۲                                     | ۲۶–۲۹ آوریل ۲۰۱۷                        | قهرمانی اوپن آمریکا ۲۰۱۷                                 | لاس وگاس                                |
| برد                                              | ۱۴۴–۵                                   | Kevin Levalley                          | امتیاز فنی عالی ۱۲–۲                    | ۲۶–۲۹ آوریل ۲۰۱۷                        | قهرمانی اوپن آمریکا ۲۰۱۷                                 | لاس وگاس                                |
| برد                                              | ۱۴۳–۵                                   | Dan Vallimont                           | ۶–۰                                     | ۲۶–۲۹ آوریل ۲۰۱۷                        | قهرمانی اوپن آمریکا ۲۰۱۷                                 | لاس وگاس                                |
| برد                                              | ۱۴۲–۵                                   | Michael Moreno                          | ۴–۰                                     | ۲۶–۲۹ آوریل ۲۰۱۷                        | قهرمانی اوپن آمریکا ۲۰۱۷                                 | لاس وگاس                                |
| برد                                              | ۱۴۱–۵                                   | Jeremy Anderson                         | امتیاز فنی عالی ۱۰–۰                    | ۲۶–۲۹ آوریل ۲۰۱۷                        | قهرمانی اوپن آمریکا ۲۰۱۷                                 | لاس وگاس                                |
| جام جهانی ۲۰۱۷ در ۷۴ ک‌گ                          |                                         |                                         |                                         |                                         |                                                          |                                         |
| برد                                              | ۱۴۰–۵                                   | پیمان یاراحمدی                          | ۳–۲                                     | ۱۶–۱۷ فوریه ۲۰۱۷                        | جام جهانی ۲۰۱۷                                           | کرمانشاه، ایران                         |
| برد                                              | ۱۳۹–۵                                   | Murad Suleymanov                        | دیسکالیفه                               | ۱۶–۱۷ فوریه ۲۰۱۷                        | جام جهانی ۲۰۱۷                                           | کرمانشاه، ایران                         |
| برد                                              | ۱۳۸–۵                                   | Atsamaz Sanakoev                        | ۱۰–۱                                    | ۱۶–۱۷ فوریه ۲۰۱۷                        | جام جهانی ۲۰۱۷                                           | کرمانشاه، ایران                         |
| برد                                              | ۱۳۷–۵                                   | Jumber Kvelashvili                      | ۲–۲                                     | ۱۶–۱۷ فوریه ۲۰۱۷                        | جام جهانی ۲۰۱۷                                           | کرمانشاه، ایران                         |
| بازی‌های المپیک ۲۰۱۶ نهم در ۷۴ ک‌گ                 |                                         |                                         |                                         |                                         |                                                          |                                         |
| باخت                                             | ۱۳۶–۵                                   | بکزاد عبدالرحمانوف                      | امتیاز فنی عالی ۱–۱۱                    | ۱۹ اوت ۲۰۱۶                             | بازی‌های المپیک تابستانی ۲۰۱۶                             | ریو دو ژانیرو، برزیل                    |
| باخت                                             | ۱۳۶–۴                                   | انور گدویف                              | ۲–۳                                     | ۱۹ اوت ۲۰۱۶                             | بازی‌های المپیک تابستانی ۲۰۱۶                             | ریو دو ژانیرو، برزیل                    |
| برد                                              | ۱۳۶–۳                                   | آگوستو میدانا                           | ۸–۳                                     | ۱۹ اوت ۲۰۱۶                             | بازی‌های المپیک تابستانی ۲۰۱۶                             | ریو دو ژانیرو، برزیل                    |
| گرند پریکس آلمان ۲۰۱۶ در ۷۴ ک‌گ                   |                                         |                                         |                                         |                                         |                                                          |                                         |
| برد                                              | ۱۳۵–۳                                   | Martin Obst                             | ۳–۱                                     | ۲ ژوئیه ۲۰۱۶                            | گرند پریکس آلمان ۲۰۱۶                                    | دورتموند، آلمان                         |
| برد                                              | ۱۳۴–۳                                   | بکزاد عبدالرحمانوف                      | ۹–۳                                     | ۲ ژوئیه ۲۰۱۶                            | گرند پریکس آلمان ۲۰۱۶                                    | دورتموند، آلمان                         |
| برد                                              | ۱۳۳–۳                                   | Andrzej Sokalski                        | امتیاز فنی عالی ۱۰–۰                    | ۲ ژوئیه ۲۰۱۶                            | گرند پریکس آلمان ۲۰۱۶                                    | دورتموند، آلمان                         |
| برد                                              | ۱۳۲–۳                                   | Markus Knobel                           | امتیاز فنی عالی ۱۰–۰                    | ۲ ژوئیه ۲۰۱۶                            | گرند پریکس آلمان ۲۰۱۶                                    | دورتموند، آلمان                         |
| برد                                              | ۱۳۱–۳                                   | پیمان یاراحمدی                          | ۱۱–۲                                    | ۱۹ مه ۲۰۱۶                              | مبارزات خیابانی ۲۰۱۶: اتحاد در میدان                     | نیویورک                                 |
| انتخابی تیم المپیک آمریکا ۲۰۱۶ در ۷۴ ک‌گ          |                                         |                                         |                                         |                                         |                                                          |                                         |
| برد                                              | ۱۳۰–۳                                   | Andrew Howe                             | امتیاز فنی عالی ۱۰–۰                    | ۱۰ آوریل ۲۰۱۶                           | انتخابی تیم المپیک آمریکا ۲۰۱۶                           | آیووا سیتی، آیووا                       |
| برد                                              | ۱۲۹–۳                                   | Andrew Howe                             | ۹–۳                                     | ۱۰ آوریل ۲۰۱۶                           | انتخابی تیم المپیک آمریکا ۲۰۱۶                           | آیووا سیتی، آیووا                       |
| قهرمانی پان آمریکن ۲۰۱۶ در ۷۴ ک‌گ                 |                                         |                                         |                                         |                                         |                                                          |                                         |
| برد                                              | ۱۲۸–۳                                   | Carlos Izquierdo                        | امتیاز فنی عالی ۱۲–۲                    | ۲۶–۲۸ فوریه ۲۰۱۶                        | قهرمانی پان آمریکن ۲۰۱۶                                  | فریسکو، تگزاس                           |
| برد                                              | ۱۲۷–۳                                   | Ilya Abelev                             | امتیاز فنی عالی ۱۳–۰                    | ۲۶–۲۸ فوریه ۲۰۱۶                        | قهرمانی پان آمریکن ۲۰۱۶                                  | فریسکو، تگزاس                           |
| برد                                              | ۱۲۶–۳                                   | Francisco Soler                         | ضربه فنی                                | ۲۶–۲۸ فوریه ۲۰۱۶                        | قهرمانی پان آمریکن ۲۰۱۶                                  | فریسکو، تگزاس                           |
| برد                                              | ۱۲۵–۳                                   | Pedro Martinez                          | ۱۱–۵                                    | ۲۶–۲۸ فوریه ۲۰۱۶                        | قهرمانی پان آمریکن ۲۰۱۶                                  | فریسکو، تگزاس                           |
| یاشار دوغو ۲۰۱۶ در ۷۴ ک‌گ                         |                                         |                                         |                                         |                                         |                                                          |                                         |
| برد                                              | ۱۲۴–۳                                   | زلیمخان حاجیف                           | امتیاز فنی عالی ۱۴–۳                    | ۴–۶ فوریه ۲۰۱۶                          | یاشار دوغو ۲۰۱۶                                          | استانبول، ترکیه                         |
| برد                                              | ۱۲۳–۳                                   | سونر دمیرتاش                            | ۵–۰                                     | ۴–۶ فوریه ۲۰۱۶                          | یاشار دوغو ۲۰۱۶                                          | استانبول، ترکیه                         |
| برد                                              | ۱۲۲–۳                                   | Abdullah Arslan                         | امتیاز فنی عالی ۱۰–۰                    | ۴–۶ فوریه ۲۰۱۶                          | یاشار دوغو ۲۰۱۶                                          | استانبول، ترکیه                         |
| برد                                              | ۱۲۱–۳                                   | Pedro Soto                              | امتیاز فنی عالی ۱۰–۰                    | ۴–۶ فوریه ۲۰۱۶                          | یاشار دوغو ۲۰۱۶                                          | استانبول، ترکیه                         |
| قهرمانی جهان ۲۰۱۵ در ۷۴ ک‌گ                       |                                         |                                         |                                         |                                         |                                                          |                                         |
| برد                                              | ۱۲۰–۳                                   | اونوربات پروجاو                         | امتیاز فنی عالی ۱۰–۰                    | ۱۲ سپتامبر ۲۰۱۵                         | قهرمانی جهان ۲۰۱۵                                        | لاس وگاس، نوادا                         |
| برد                                              | ۱۱۹–۳                                   | انور گدویف                              | ۴–۳                                     | ۱۲ سپتامبر ۲۰۱۵                         | قهرمانی جهان ۲۰۱۵                                        | لاس وگاس، نوادا                         |
| برد                                              | ۱۱۸–۳                                   | Alireza Ghasemi                         | ۵–۰                                     | ۱۲ سپتامبر ۲۰۱۵                         | قهرمانی جهان ۲۰۱۵                                        | لاس وگاس، نوادا                         |
| برد                                              | ۱۱۷–۳                                   | Mihály Nagy                             | امتیاز فنی عالی ۱۱–۰                    | ۱۲ سپتامبر ۲۰۱۵                         | قهرمانی جهان ۲۰۱۵                                        | لاس وگاس، نوادا                         |
| برد                                              | ۱۱۶–۳                                   | Oleg Zakharevych                        | امتیاز فنی عالی ۱۰–۰                    | ۱۲ سپتامبر ۲۰۱۵                         | قهرمانی جهان ۲۰۱۵                                        | لاس وگاس، نوادا                         |
| برد                                              | ۱۱۵–۳                                   | Krystian Brzozowski                     | ۵–۲                                     | ۱۲ سپتامبر ۲۰۱۵                         | قهرمانی جهان ۲۰۱۵                                        | لاس وگاس، نوادا                         |
| بازی‌های پان آمریکن ۲۰۱۵ در ۷۴ ک‌گ                 |                                         |                                         |                                         |                                         |                                                          |                                         |
| برد                                              | ۱۱۴–۳                                   | Yoan Blanco                             | امتیاز فنی عالی ۱۱–۰                    | ۱۸ ژوئیه ۲۰۱۵                           | بازی‌های پان آمریکن ۲۰۱۵                                  | تورنتو                                  |
| برد                                              | ۱۱۳–۳                                   | Jevon Balfour                           | امتیاز فنی عالی ۱۱–۰                    | ۱۸ ژوئیه ۲۰۱۵                           | بازی‌های پان آمریکن ۲۰۱۵                                  | تورنتو                                  |
| برد                                              | ۱۱۲–۳                                   | لیوان لوپز                              | امتیاز فنی عالی ۱۳–۳                    | ۱۸ ژوئیه ۲۰۱۵                           | بازی‌های پان آمریکن ۲۰۱۵                                  | تورنتو                                  |
| انتخابی تیم جهانی آمریکا ۲۰۱۵ در ۷۴ ک‌گ           |                                         |                                         |                                         |                                         |                                                          |                                         |
| برد                                              | ۱۱۱–۳                                   | کایل داک                                | امتیاز فنی عالی ۱۴–۴                    | ۱۲–۱۴ ژوئن ۲۰۱۵                         | انتخابی تیم جهانی آمریکا ۲۰۱۵                            | مدیسن، ویسکانسین                        |
| برد                                              | ۱۱۰–۳                                   | کایل داک                                | ۶–۳                                     | ۱۲–۱۴ ژوئن ۲۰۱۵                         | انتخابی تیم جهانی آمریکا ۲۰۱۵                            | مدیسن، ویسکانسین                        |
| برد                                              | ۱۰۹–۳                                   | Luis Esteban Quintana Martinez          | ضربه فنی                                | ۱۲ مه ۲۰۱۵                              | مبارزات خیابانی ۲۰۱۵: سالسا در میدان                     | نیویورک                                 |
| جام جهانی ۲۰۱۵ در ۷۴ ک‌گ                          |                                         |                                         |                                         |                                         |                                                          |                                         |
| برد                                              | ۱۰۸–۳                                   | Morteza Rezaei Ghaleh                   | امتیاز فنی عالی ۱۰–۰                    | ۱۱–۱۲ آوریل ۲۰۱۵                        | جام جهانی ۲۰۱۵                                           | لس آنجلس                                |
| برد                                              | ۱۰۷–۳                                   | اونوربات پروجاو                         | ۶–۰                                     | ۱۱–۱۲ آوریل ۲۰۱۵                        | جام جهانی ۲۰۱۵                                           | لس آنجلس                                |
| برد                                              | ۱۰۶–۳                                   | Iakubali Shikhdzhamalov                 | امتیاز فنی عالی ۱۰–۰                    | ۱۱–۱۲ آوریل ۲۰۱۵                        | جام جهانی ۲۰۱۵                                           | لس آنجلس                                |
| برد                                              | ۱۰۵–۳                                   | لیوان لوپز                              | ۶–۲                                     | ۱۱–۱۲ آوریل ۲۰۱۵                        | جام جهانی ۲۰۱۵                                           | لس آنجلس                                |
| تورنمنت بین‌المللی الکساندر مدوید ۲۰۱۵ در ۷۴ ک‌گ   |                                         |                                         |                                         |                                         |                                                          |                                         |
| برد                                              | ۱۰۴–۳                                   | Jakob Makarashvili                      | امتیاز فنی عالی ۱۲–۱                    | ۶–۷ مارس ۲۰۱۵                           | تورنمنت بین‌المللی الکساندر مدوید ۲۰۱۵                    | مینسک، بلاروس                           |
| برد                                              | ۱۰۳–۳                                   | علی شعبان‌اف                             | ۱۰–۶                                    | ۶–۷ مارس ۲۰۱۵                           | تورنمنت بین‌المللی الکساندر مدوید ۲۰۱۵                    | مینسک، بلاروس                           |
| برد                                              | ۱۰۲–۳                                   | رشید قربانف                             | ۶–۵                                     | ۶–۷ مارس ۲۰۱۵                           | تورنمنت بین‌المللی الکساندر مدوید ۲۰۱۵                    | مینسک، بلاروس                           |
| برد                                              | ۱۰۱–۳                                   | Askhab Geriev                           | امتیاز فنی عالی ۱۰–۰                    | ۶–۷ مارس ۲۰۱۵                           | تورنمنت بین‌المللی الکساندر مدوید ۲۰۱۵                    | مینسک، بلاروس                           |
| برد                                              | ۱۰۰–۳                                   | Gadzhi Gadzhiev                         | ۵–۰                                     | ۶–۷ مارس ۲۰۱۵                           | تورنمنت بین‌المللی الکساندر مدوید ۲۰۱۵                    | مینسک، بلاروس                           |
| برد                                              | ۹۹–۳                                    | Islomiddin Rakhimov                     | امتیاز فنی عالی ۱۰–۰                    | ۶–۷ مارس ۲۰۱۵                           | تورنمنت بین‌المللی الکساندر مدوید ۲۰۱۵                    | مینسک، بلاروس                           |
| قهرمانی جهان ۲۰۱۴ در ۷۴ ک‌گ                       |                                         |                                         |                                         |                                         |                                                          |                                         |
| برد                                              | ۹۸–۳                                    | Rustam Dudaiev                          | ضربه فنی                                | ۸–۱۴ سپتامبر ۲۰۱۴                       | قهرمانی جهان ۲۰۱۴                                        | تاشکند، ازبکستان                        |
| باخت                                             | ۹۷–۳                                    | دنیس چارگوش                             | ۲–۹                                     | ۸–۱۴ سپتامبر ۲۰۱۴                       | قهرمانی جهان ۲۰۱۴                                        | تاشکند، ازبکستان                        |
| برد                                              | ۹۷–۲                                    | رشید قربانف                             | ۵–۰                                     | ۸–۱۴ سپتامبر ۲۰۱۴                       | قهرمانی جهان ۲۰۱۴                                        | تاشکند، ازبکستان                        |
| برد                                              | ۹۶–۲                                    | Lee Yun-seok                            | امتیاز فنی عالی ۱۳–۲                    | ۸–۱۴ سپتامبر ۲۰۱۴                       | قهرمانی جهان ۲۰۱۴                                        | تاشکند، ازبکستان                        |
| برد                                              | ۹۵–۲                                    | آگوستو میدانا                           | ۴–۳                                     | ۸–۱۴ سپتامبر ۲۰۱۴                       | قهرمانی جهان ۲۰۱۴                                        | تاشکند، ازبکستان                        |
| قهرمانی پان آمریکن ۲۰۱۴ در ۷۴ ک‌گ                 |                                         |                                         |                                         |                                         |                                                          |                                         |
| برد                                              | ۹۴–۲                                    | لیوان لوپز                              | امتیاز فنی عالی ۱۳–۲                    | ۱۵–۱۷ ژوئیه ۲۰۱۴                        | قهرمانی پان آمریکن ۲۰۱۴                                  | مکزیکو سیتی، مکزیک                      |
| برد                                              | ۹۳–۲                                    | Adonis Arroyo                           | امتیاز فنی عالی ۱۰–۰                    | ۱۵–۱۷ ژوئیه ۲۰۱۴                        | قهرمانی پان آمریکن ۲۰۱۴                                  | مکزیکو سیتی، مکزیک                      |
| برد                                              | ۹۲–۲                                    | Jose Santos Ambrocio                    | امتیاز فنی عالی ۱۰–۰                    | ۱۵–۱۷ ژوئیه ۲۰۱۴                        | قهرمانی پان آمریکن ۲۰۱۴                                  | مکزیکو سیتی، مکزیک                      |
| برد                                              | ۹۱–۲                                    | Elio Zenteno                            | امتیاز فنی عالی ۱۰–۰                    | ۱۵–۱۷ ژوئیه ۲۰۱۴                        | قهرمانی پان آمریکن ۲۰۱۴                                  | مکزیکو سیتی، مکزیک                      |
| انتخابی تیم جهانی آمریکا ۲۰۱۴ در ۷۴ ک‌گ           |                                         |                                         |                                         |                                         |                                                          |                                         |
| برد                                              | ۹۰–۲                                    | دیوید تیلور                             | ۶–۵                                     | ۳۱ مه – ۱ ژوئن ۲۰۱۴                     | انتخابی تیم جهانی آمریکا ۲۰۱۴                            | مدیسن، ویسکانسین                        |
| برد                                              | ۸۹–۲                                    | دیوید تیلور                             | ۶–۲                                     | ۳۱ مه – ۱ ژوئن ۲۰۱۴                     | انتخابی تیم جهانی آمریکا ۲۰۱۴                            | مدیسن، ویسکانسین                        |
| برد                                              | ۸۸–۲                                    | Atsamaz Sanakoev                        | ضربه فنی                                | ۷ مه ۲۰۱۴                               | مبارزات خیابانی ۲۰۱۴: تیم آمریکا مقابل. جهان             | نیویورک                                 |
| اوپن آمریکا ۲۰۱۴ در ۷۴ ک‌گ                        |                                         |                                         |                                         |                                         |                                                          |                                         |
| برد                                              | ۸۷–۲                                    | دیوید تیلور                             | ۷–۶                                     | ۱۵–۱۹ آوریل ۲۰۱۴                        | قهرمانی اوپن آمریکا ۲۰۱۴                                 | لاس وگاس                                |
| برد                                              | ۸۶–۲                                    | Quinton Godley                          | امتیاز فنی عالی ۱۰–۰                    | ۱۵–۱۹ آوریل ۲۰۱۴                        | قهرمانی اوپن آمریکا ۲۰۱۴                                 | لاس وگاس                                |
| برد                                              | ۸۵–۲                                    | Taylor West                             | امتیاز فنی عالی ۱۲–۲                    | ۱۵–۱۹ آوریل ۲۰۱۴                        | قهرمانی اوپن آمریکا ۲۰۱۴                                 | لاس وگاس                                |
| برد                                              | ۸۴–۲                                    | Chance Goodman                          | امتیاز فنی عالی ۱۰–۰                    | ۱۵–۱۹ آوریل ۲۰۱۴                        | قهرمانی اوپن آمریکا ۲۰۱۴                                 | لاس وگاس                                |
| برد                                              | ۸۳–۲                                    | Matt Donohoe                            | امتیاز فنی عالی ۱۱–۰                    | ۱۵–۱۹ آوریل ۲۰۱۴                        | قهرمانی اوپن آمریکا ۲۰۱۴                                 | لاس وگاس                                |
| جام جهانی ۲۰۱۴ در ۷۴ ک‌گ                          |                                         |                                         |                                         |                                         |                                                          |                                         |
| برد                                              | ۸۲–۲                                    | Murat Erturk                            | ضربه فنی                                | ۱۵–۱۶ مارس ۲۰۱۴                         | جام جهانی ۲۰۱۴                                           | لس آنجلس                                |
| برد                                              | ۸۱–۲                                    | عزت‌الله اکبری                           | ۷–۱                                     | ۱۵–۱۶ مارس ۲۰۱۴                         | جام جهانی ۲۰۱۴                                           | لس آنجلس                                |
| برد                                              | ۸۰–۲                                    | Chikhladze Giya                         | امتیاز فنی عالی ۱۵–۴                    | ۱۵–۱۶ مارس ۲۰۱۴                         | جام جهانی ۲۰۱۴                                           | لس آنجلس                                |
| برد                                              | ۷۹–۲                                    | Parveen Rana                            | ضربه فنی                                | ۱۵–۱۶ مارس ۲۰۱۴                         | جام جهانی ۲۰۱۴                                           | لس آنجلس                                |
| برد                                              | ۷۸–۲                                    | Varuzhan Kajoyan                        | امتیاز فنی عالی ۱۶–۶                    | ۱۵–۱۶ مارس ۲۰۱۴                         | جام جهانی ۲۰۱۴                                           | لس آنجلس                                |
| یاشار دوغو ۲۰۱۴ در ۷۴ ک‌گ                         |                                         |                                         |                                         |                                         |                                                          |                                         |
| برد                                              | ۷۷–۲                                    | Batuhan Demircin                        | ۱۰–۲                                    | ۱۵–۱۶ فوریه ۲۰۱۴                        | یاشار دوغو ۲۰۱۴                                          | استانبول، ترکیه                         |
| برد                                              | ۷۶–۲                                    | Khabib Batyrov                          | امتیاز فنی عالی ۱۰–۰                    | ۱۵–۱۶ فوریه ۲۰۱۴                        | یاشار دوغو ۲۰۱۴                                          | استانبول، ترکیه                         |
| باخت                                             | ۷۵–۲                                    | Nick Marable                            | ۴–۴                                     | ۱۵–۱۶ فوریه ۲۰۱۴                        | یاشار دوغو ۲۰۱۴                                          | استانبول، ترکیه                         |
| برد                                              | ۷۵–۱                                    | اونوربات پروجاو                         | امتیاز فنی عالی ۱۰–۰                    | ۱۵–۱۶ فوریه ۲۰۱۴                        | یاشار دوغو ۲۰۱۴                                          | استانبول، ترکیه                         |
| برد                                              | ۷۴–۱                                    | رشید قربانف                             | ۶–۰                                     | ۱۵–۱۶ فوریه ۲۰۱۴                        | یاشار دوغو ۲۰۱۴                                          | استانبول، ترکیه                         |
| قهرمانی جهان ۲۰۱۳ در ۷۴ ک‌گ                       |                                         |                                         |                                         |                                         |                                                          |                                         |
| برد                                              | ۷۱–۱                                    | عزت‌الله اکبری                           | ۴–۰                                     | ۱۶–۱۳ سپتامبر ۲۰۱۳                      | قهرمانی جهان ۲۰۱۳                                        | بوداپست، مجارستان                       |
| برد                                              | ۷۰–۱                                    | علی شعبان‌اف                             | دیسکالیفه                               | ۱۶–۱۳ سپتامبر ۲۰۱۳                      | قهرمانی جهان ۲۰۱۳                                        | بوداپست، مجارستان                       |
| برد                                              | ۶۹–۱                                    | جبرئیل حسنف                             | امتیاز فنی عالی ۷–۰                     | ۱۶–۱۳ سپتامبر ۲۰۱۳                      | قهرمانی جهان ۲۰۱۳                                        | بوداپست، مجارستان                       |
| برد                                              | ۶۸–۱                                    | نارسینگ پانچام یاداو                    | امتیاز فنی عالی ۷–۰                     | ۱۶–۱۳ سپتامبر ۲۰۱۳                      | قهرمانی جهان ۲۰۱۳                                        | بوداپست، مجارستان                       |
| برد                                              | ۶۷–۱                                    | Gamid Dzhalilov                         | امتیاز فنی عالی ۹–۲                     | ۱۶–۱۳ سپتامبر ۲۰۱۳                      | قهرمانی جهان ۲۰۱۳                                        | بوداپست، مجارستان                       |
| تورنمنت بین‌المللی استپان سرگسیان ۲۰۱۳ در ۷۴ ک‌گ   |                                         |                                         |                                         |                                         |                                                          |                                         |
| برد                                              | ۶۶–۱                                    | Akamaz Sanakoev                         | ۷–۶                                     | ۳–۴ اوت ۲۰۱۳                            | تورنمنت بین‌المللی استپان سرگسیان                         | وانادزور، ارمنستان                      |
| برد                                              | ۶۵–۱                                    | Stanislav Khachirov                     | امتیاز فنی عالی ۹–۱                     | ۳–۴ اوت ۲۰۱۳                            | تورنمنت بین‌المللی استپان سرگسیان                         | وانادزور، ارمنستان                      |
| برد                                              | ۶۴–۱                                    | Gevorg Hambarcumyan                     | امتیاز فنی عالی ۱۰–۳                    | ۳–۴ اوت ۲۰۱۳                            | تورنمنت بین‌المللی استپان سرگسیان                         | وانادزور، ارمنستان                      |
| برد                                              | ۶۳–۱                                    | Giorgi Sanodze                          | امتیاز فنی عالی ۸–۰                     | ۳–۴ اوت ۲۰۱۳                            | تورنمنت بین‌المللی استپان سرگسیان                         | وانادزور، ارمنستان                      |
| انتخابی تیم جهانی آمریکا ۲۰۱۳ در ۷۴ ک‌گ           |                                         |                                         |                                         |                                         |                                                          |                                         |
| برد                                              | ۶۲–۱                                    | کایل داک                                | وقت اضافه ۸–۶                           | ۲۱–۲۳ ژوئن ۲۰۱۳                         | انتخابی تیم جهانی آمریکا ۲۰۱۳                            | استیلواتر، اکلاهما                      |
| برد                                              | ۶۱–۱                                    | کایل داک                                | ۷–۰                                     | ۲۱–۲۳ ژوئن ۲۰۱۳                         | انتخابی تیم جهانی آمریکا ۲۰۱۳                            | استیلواتر، اکلاهما                      |
| برد                                              | ۶۰–۱                                    | Saba Khubezhty                          | امتیاز فنی عالی ۱۴–۳                    | ۱۹ مه ۲۰۱۳                              | مبارزات خیابانی ۲۰۱۳: اتحاد برای کشتی                    | لس آنجلس                                |
| برد                                              | ۵۹–۱                                    | Saba Khubezhty                          | ۱–۱, ۵–۰, ۷–۳                           | ۱۵ مه ۲۰۱۳                              | نبرد روی ریل ۲۰۱۳                                        | نیویورک                                 |
| اوپن آمریکا ۲۰۱۳ در ۷۴ ک‌گ                        |                                         |                                         |                                         |                                         |                                                          |                                         |
| برد                                              | ۵۸–۱                                    | دیوید تیلور                             | ۳–۱, ۱–۰                                | ۱۷–۱۹ آوریل ۲۰۱۳                        | قهرمانی اوپن آمریکا ۲۰۱۳                                 | لاس وگاس                                |
| برد                                              | ۵۷–۱                                    | Colton Sponseller                       | ۱–۰, ۴–۰                                | ۱۷–۱۹ آوریل ۲۰۱۳                        | قهرمانی اوپن آمریکا ۲۰۱۳                                 | لاس وگاس                                |
| برد                                              | ۵۶–۱                                    | Nate Carr                               | ۲–۰, ۶–۰                                | ۱۷–۱۹ آوریل ۲۰۱۳                        | قهرمانی اوپن آمریکا ۲۰۱۳                                 | لاس وگاس                                |
| برد                                              | ۵۵–۱                                    | Joe Latham                              | امتیاز فنی عالی ۶–۰, ۶–۰                | ۱۷–۱۹ آوریل ۲۰۱۳                        | قهرمانی اوپن آمریکا ۲۰۱۳                                 | لاس وگاس                                |
| تورنمنت بین‌المللی الکساندر مدوید ۲۰۱۳ در ۷۴ ک‌گ   |                                         |                                         |                                         |                                         |                                                          |                                         |
| برد                                              | ۵۴–۱                                    | Dmitry Rochnyak                         |                                         | ۱–۲ مارس ۲۰۱۳                           | تورنمنت بین‌المللی الکساندر مدوید ۲۰۱۳                    | مینسک، بلاروس                           |
| برد                                              | ۵۳–۱                                    | Magomed Zubairov                        |                                         | ۱–۲ مارس ۲۰۱۳                           | تورنمنت بین‌المللی الکساندر مدوید ۲۰۱۳                    | مینسک، بلاروس                           |
| برد                                              | ۵۲–۱                                    | Andri Nagornyi                          |                                         | ۱–۲ مارس ۲۰۱۳                           | تورنمنت بین‌المللی الکساندر مدوید ۲۰۱۳                    | مینسک، بلاروس                           |
| برد                                              | ۵۱–۱                                    | Ablaikhan Mursultanov                   |                                         | ۱–۲ مارس ۲۰۱۳                           | تورنمنت بین‌المللی الکساندر مدوید ۲۰۱۳                    | مینسک، بلاروس                           |
| برد                                              | ۵۰–۱                                    | Colt Sponseller                         |                                         | ۱–۲ مارس ۲۰۱۳                           | تورنمنت بین‌المللی الکساندر مدوید ۲۰۱۳                    | مینسک، بلاروس                           |
| جام جهانی ۲۰۱۳ در ۷۴ ک‌گ                          |                                         |                                         |                                         |                                         |                                                          |                                         |
| برد                                              | ۴۹–۱                                    | علی شعبان‌اف                             | ۱–۱, ۵–۰                                | ۲۱–۲۲ فوریه ۲۰۱۳                        | جام جهانی ۲۰۱۳                                           | تهران، ایران                            |
| برد                                              | ۴۸–۱                                    | Miroslav Kirov                          | امتیاز فنی عالی ۷–۰, ۶–۰                | ۲۱–۲۲ فوریه ۲۰۱۳                        | جام جهانی ۲۰۱۳                                           | تهران، ایران                            |
| برد                                              | ۴۷–۱                                    | عزت‌الله اکبری                           | ۴–۰, ۲–۰                                | ۲۱–۲۲ فوریه ۲۰۱۳                        | جام جهانی ۲۰۱۳                                           | تهران، ایران                            |
| برد                                              | ۴۶–۱                                    | سوساکه تاکاتانی                         | ۲–۰, ۷–۱                                | ۲۱–۲۲ فوریه ۲۰۱۳                        | جام جهانی ۲۰۱۳                                           | تهران، ایران                            |
| برد                                              | ۴۵–۱                                    | Jakov Makarashvili                      | ۲–۰, ۱–۰                                | ۲۱–۲۲ فوریه ۲۰۱۳                        | جام جهانی ۲۰۱۳                                           | تهران، ایران                            |
| بازی‌های المپیک ۲۰۱۲ در ۷۴ ک‌گ                     |                                         |                                         |                                         |                                         |                                                          |                                         |
| برد                                              | ۴۴–۱                                    | صادق گودرزی                             | ۱–۰, ۱–۰                                | ۵–۱۲ اوت ۲۰۱۷                           | بازی‌های المپیک تابستانی ۲۰۱۲                             | لندن، بریتانیا                          |
| برد                                              | ۴۳–۱                                    | دنیس چارگوش                             | ۳–۱, ۰–۲, ۲–۱                           | ۵–۱۲ اوت ۲۰۱۷                           | بازی‌های المپیک تابستانی ۲۰۱۲                             | لندن، بریتانیا                          |
| برد                                              | ۴۲–۱                                    | مت جنتری                                | ۲–۱, ۱–۱                                | ۵–۱۲ اوت ۲۰۱۷                           | بازی‌های المپیک تابستانی ۲۰۱۲                             | لندن، بریتانیا                          |
| برد                                              | ۴۱–۱                                    | Francisco Soler                         | ۴–۰, ۶–۰                                | ۵–۱۲ اوت ۲۰۱۷                           | بازی‌های المپیک تابستانی ۲۰۱۲                             | لندن، بریتانیا                          |
| برد                                              | ۴۰–۱                                    | Kamel Malikov                           | ۸–۰, ۵–۰                                | ۷ ژوئن ۲۰۱۲                             | مبارزات خیابانی ۲۰۱۲: گلاویزی در اپل                     | نیویورک                                 |
| جام جهانی ۲۰۱۲ در ۷۴ ک‌گ                          |                                         |                                         |                                         |                                         |                                                          |                                         |
| برد                                              | ۳۹–۱                                    | Davit Khutsishvili                      |                                         | ۱۲–۱۳ مه ۲۰۱۲                           | جام جهانی ۲۰۱۲                                           | باکو، جمهوری آذربایجان                  |
| برد                                              | ۳۸–۱                                    | صادق گودرزی                             |                                         | ۱۲–۱۳ مه ۲۰۱۲                           | جام جهانی ۲۰۱۲                                           | باکو، جمهوری آذربایجان                  |
| برد                                              | ۳۷–۱                                    | Demirsin Batuhan                        |                                         | ۱۲–۱۳ مه ۲۰۱۲                           | جام جهانی ۲۰۱۲                                           | باکو، جمهوری آذربایجان                  |
| برد                                              | ۳۶–۱                                    | سوساکه تاکاتانی                         | ۴–۵, ۳–۱, ۳–۲                           | ۱۲–۱۳ مه ۲۰۱۲                           | جام جهانی ۲۰۱۲                                           | باکو، جمهوری آذربایجان                  |
| برد                                              | ۳۵–۱                                    | احمد گادژی‌ماگمدوف                       |                                         | ۱۲–۱۳ مه ۲۰۱۲                           | جام جهانی ۲۰۱۲                                           | باکو، جمهوری آذربایجان                  |
| انتخابی تیم المپیک آمریکا ۲۰۱۲ در ۷۴ ک‌گ          |                                         |                                         |                                         |                                         |                                                          |                                         |
| برد                                              | ۳۴–۱                                    | Andrew Howe                             | ۴–۲, ۱–۲, ۱–۰                           | ۲۱ آوریل ۲۰۱۲                           | انتخابی تیم المپیک آمریکا ۲۰۱۲                           | آیووا سیتی، آیووا                       |
| تورنمنت بین‌المللی سرو پلادو ۲۰۱۲ در ۷۴ ک‌گ        |                                         |                                         |                                         |                                         |                                                          |                                         |
| برد                                              | ۳۳–۱                                    | Trent Paulson                           | ۲–۱, ۵–۱                                | ۱۴–۱۵ فوریه ۲۰۱۲                        | تورنمنت بین‌المللی سرو پلادو ۲۰۱۲                         | هاوانا، کوبا                            |
| برد                                              | ۳۲–۱                                    | Nick Marable                            | ۱–۰, ۱–۱                                | ۱۴–۱۵ فوریه ۲۰۱۲                        | تورنمنت بین‌المللی سرو پلادو ۲۰۱۲                         | هاوانا، کوبا                            |
| برد                                              | ۳۱–۱                                    | Ivan Llano                              | ۷–۰, ۶–۰                                | ۱۴–۱۵ فوریه ۲۰۱۲                        | تورنمنت بین‌المللی سرو پلادو ۲۰۱۲                         | هاوانا، کوبا                            |
| تورنمنت بین‌المللی یادبود دیو شولتز ۲۰۱۲ در ۷۴ ک‌گ |                                         |                                         |                                         |                                         |                                                          |                                         |
| برد                                              | ۳۰–۱                                    | Trent Paulson                           | ۱–۰, ۶–۰                                | ۱–۴ فوریه ۲۰۱۲                          | تورنمنت بین‌المللی یادبود دیو شولتز ۲۰۱۲                  | کلرادو اسپرینگز، کلرادو                 |
| برد                                              | ۲۹–۱                                    | Tyler Caldwell                          | ۱–۰, ۱–۰                                | ۱–۴ فوریه ۲۰۱۲                          | تورنمنت بین‌المللی یادبود دیو شولتز ۲۰۱۲                  | کلرادو اسپرینگز، کلرادو                 |
| برد                                              | ۲۸–۱                                    | Muzaffar Abdurakhmanov                  | ۱–۰, ۵–۰                                | ۱–۴ فوریه ۲۰۱۲                          | تورنمنت بین‌المللی یادبود دیو شولتز ۲۰۱۲                  | کلرادو اسپرینگز، کلرادو                 |
| برد                                              | ۲۷–۱                                    | Carmelo Lumia                           | ضربه فنی                                | ۱–۴ فوریه ۲۰۱۲                          | تورنمنت بین‌المللی یادبود دیو شولتز ۲۰۱۲                  | کلرادو اسپرینگز، کلرادو                 |
| برد                                              | ۲۶–۱                                    | Kohei Kitamura                          | ۱–۰, ۳–۰                                | ۱–۴ فوریه ۲۰۱۲                          | تورنمنت بین‌المللی یادبود دیو شولتز ۲۰۱۲                  | کلرادو اسپرینگز، کلرادو                 |
| بازی‌های پان آمریکن ۲۰۱۱ در ۷۴ ک‌گ                 |                                         |                                         |                                         |                                         |                                                          |                                         |
| برد                                              | ۲۵–۱                                    | Yunierki Blanco                         | ۳–۲, ۳–۲                                | ۲۰–۲۴ اکتبر ۲۰۱۱                        | بازی‌های پان آمریکن ۲۰۱۱                                  | گوادالاخارا، خالیسکو، مکزیک             |
| برد                                              | ۲۴–۱                                    | Ricardo Roberty                         | ۲–۱, ۱–۱                                | ۲۰–۲۴ اکتبر ۲۰۱۱                        | بازی‌های پان آمریکن ۲۰۱۱                                  | گوادالاخارا، خالیسکو، مکزیک             |
| برد                                              | ۲۳–۱                                    | Jose Mercado                            | ۷–۰, ۶–۰                                | ۲۰–۲۴ اکتبر ۲۰۱۱                        | بازی‌های پان آمریکن ۲۰۱۱                                  | گوادالاخارا، خالیسکو، مکزیک             |
| قهرمانی جهان ۲۰۱۱ در ۷۴ ک‌گ                       |                                         |                                         |                                         |                                         |                                                          |                                         |
| برد                                              | ۲۲–۱                                    | صادق گودرزی                             | ۳–۲, ۴–۱                                | ۱۲–۱۸ سپتامبر ۲۰۱۱                      | قهرمانی جهان ۲۰۱۱                                        | استانبول، ترکیه                         |
| برد                                              | ۲۱–۱                                    | اشرف علی‌اف                              | ۰–۲, ۵–۴, ۳–۰                           | ۱۲–۱۸ سپتامبر ۲۰۱۱                      | قهرمانی جهان ۲۰۱۱                                        | استانبول، ترکیه                         |
| برد                                              | ۲۰–۱                                    | Ricardo Roberty                         | ۲–۱, ۱–۰                                | ۱۲–۱۸ سپتامبر ۲۰۱۱                      | قهرمانی جهان ۲۰۱۱                                        | استانبول، ترکیه                         |
| برد                                              | ۱۹–۱                                    | دنیس چارگوش                             | ۱–۳, ۱–۰, ۲–۱                           | ۱۲–۱۸ سپتامبر ۲۰۱۱                      | قهرمانی جهان ۲۰۱۱                                        | استانبول، ترکیه                         |
| برد                                              | ۱۸–۱                                    | Dmytro Rochniak                         | ۳–۱, ۴–۲                                | ۱۲–۱۸ سپتامبر ۲۰۱۱                      | قهرمانی جهان ۲۰۱۱                                        | استانبول، ترکیه                         |
| تورنمنت بین‌المللی یادبود اوکراین ۲۰۱۱ در ۷۴ ک‌گ   |                                         |                                         |                                         |                                         |                                                          |                                         |
| برد                                              | ۱۷–۱                                    | Alibek Agbayev                          | ۳–۱, ۶–۰                                | ۲۳–۲۴ ژوئیه ۲۰۱۱                        | تونمنت بین‌المللی یادبود اوکراین ۲۰۱۱                     | کی‌یف، اوکراین                           |
| برد                                              | ۱۶–۱                                    | موسی مرتضی‌علیف                          | ۱–۰, ۴–۱                                | ۲۳–۲۴ ژوئیه ۲۰۱۱                        | تونمنت بین‌المللی یادبود اوکراین ۲۰۱۱                     | کی‌یف، اوکراین                           |
| برد                                              | ۱۵–۱                                    | Giya Chikhladze                         | ۲–۱, ۵–۰                                | ۲۳–۲۴ ژوئیه ۲۰۱۱                        | تونمنت بین‌المللی یادبود اوکراین ۲۰۱۱                     | کی‌یف، اوکراین                           |
| برد                                              | ۱۴–۱                                    | Zelim Perisayev                         | ۳–۱, ۴–۰                                | ۲۳–۲۴ ژوئیه ۲۰۱۱                        | تونمنت بین‌المللی یادبود اوکراین ۲۰۱۱                     | کی‌یف، اوکراین                           |
| برد                                              | ۱۳–۱                                    | Ilgiz Jakupbekov                        |                                         | ۲۳–۲۴ ژوئیه ۲۰۱۱                        | تونمنت بین‌المللی یادبود اوکراین ۲۰۱۱                     | کی‌یف، اوکراین                           |
| انتخابی تیم جهانی آمریکا ۲۰۱۱ در ۷۴ ک‌گ           |                                         |                                         |                                         |                                         |                                                          |                                         |
| برد                                              | ۱۲–۱                                    | Andrew Howe                             | ۳–۱, ۱–۰                                | ۹–۱۱ ژوئن ۲۰۱۱                          | انتخابی تیم جهانی آمریکا ۲۰۱۱                            | اکلاهما سیتی                            |
| برد                                              | ۱۱–۱                                    | Andrew Howe                             | ۱–۰, ۱–۲, ۳–۲                           | ۹–۱۱ ژوئن ۲۰۱۱                          | انتخابی تیم جهانی آمریکا ۲۰۱۱                            | اکلاهما سیتی                            |
| برد                                              | ۱۰–۱                                    | انور گدویف                              | ۱–۰, ۲–۱                                | ۵ مه ۲۰۱۱                               | مبارزات خیابانی ۲۰۱۱: آمریکا مقابل. روسیه                | نیویورک                                 |
| قهرمانی اوپن آمریکا ۲۰۱۱ در ۷۴ ک‌گ                |                                         |                                         |                                         |                                         |                                                          |                                         |
| برد                                              | ۹–۱                                     | Nick Marable                            | ۰–۳, ۱–۰, ۳–۰                           | ۷–۱۰ آوریل ۲۰۱۱                         | اوپن آمریکا ۲۰۱۱                                         | کلیولند، اوهایو                         |
| برد                                              | ۸–۱                                     | Kirk White                              | ۴–۲, ۳–۲                                | ۷–۱۰ آوریل ۲۰۱۱                         | اوپن آمریکا ۲۰۱۱                                         | کلیولند، اوهایو                         |
| برد                                              | ۷–۱                                     | Lloyd Rogers                            | ۳–۰, ۸–۰                                | ۷–۱۰ آوریل ۲۰۱۱                         | اوپن آمریکا ۲۰۱۱                                         | کلیولند، اوهایو                         |
| برد                                              | ۶–۱                                     | Bobby Nash                              | ضربه فنی                                | ۷–۱۰ آوریل ۲۰۱۱                         | اوپن آمریکا ۲۰۱۱                                         | کلیولند، اوهایو                         |
| دانشگاه‌های کشوری آمریکا ۲۰۰۷ در ۶۶ ک‌گ            |                                         |                                         |                                         |                                         |                                                          |                                         |
| باخت                                             | ۵–۱                                     | Teyon Ware                              | ۱–۱, ۰–۱                                | ۲۲ آوریل ۲۰۰۷                           | قهرمانی کشوری دانشگاه‌های آمریکا ۲۰۰۷                     | اکرون، اوهایو                           |
| برد                                              | ۵–۰                                     | Ryan Needle                             | ۴–۲, ۳–۲                                | ۲۲ آوریل ۲۰۰۷                           | قهرمانی کشوری دانشگاه‌های آمریکا ۲۰۰۷                     | اکرون، اوهایو                           |
| برد                                              | ۴–۰                                     | Nathaniel Holt                          | امتیاز فنی عالی ۸–۲, ۶–۰                | ۲۲ آوریل ۲۰۰۷                           | قهرمانی کشوری دانشگاه‌های آمریکا ۲۰۰۷                     | اکرون، اوهایو                           |
| برد                                              | ۳–۰                                     | Ryan Williams                           | ۴–۳, ۷–۰                                | ۲۲ آوریل ۲۰۰۷                           | قهرمانی کشوری دانشگاه‌های آمریکا ۲۰۰۷                     | اکرون، اوهایو                           |
| برد                                              | ۲–۰                                     | David Christian                         | ۹–۱, ۶–۱                                | ۲۲ آوریل ۲۰۰۷                           | قهرمانی کشوری دانشگاه‌های آمریکا ۲۰۰۷                     | اکرون، اوهایو                           |
| برد                                              | ۱–۰                                     | Gabriel Mooney                          | ۳–۰, ۳–۰                                | ۲۲ آوریل ۲۰۰۷                           | قهرمانی کشوری دانشگاه‌های آمریکا ۲۰۰۷                     | اکرون، اوهایو                           |

## افتخارات
۲۰۲۰
الگو:Worl1
قهرمانی جهان - ۷۹ کگ
۲۰۲۱
- قهرمانی جهان - ۷۹ ک‌گ

۲۰۲۰
- قهرمانی پان امریکن - ۷۴ ک‌گ

۲۰۱۹
- قهرمانی جهان - ۷۴ ک‌گ
- بازی‌های پان امریکن - ۷۴ ک‌گ
- قهرمانی پان امریکن - ۷۴ ک‌گ
- جام یاشار دوغو - ۷۴ ک‌گ
- تورنمنت نیکولا پتروف و دان کلوف - ۷۴ ک‌گ

۲۰۱۸
- قهرمانی جهان - ۷۴ ک‌گ
- جام جهانی - ۷۴ ک‌گ
- جام یاشار دوغو - ۷۴ ک‌گ

۲۰۱۷
- قهرمانی جهان - ۷۴ ک‌گ
- جام جهانی - ۷۴ ک‌گ
- جایزه بزرگ اسپانیا - ۷۴ ک‌گ

۲۰۱۶
- قهرمانی پان امریکن - ۷۴ ک‌گ
- جایزه بزرگ آلمان - ۷۴ ک‌گ
- جام یاشار دوغو - ۷۴ ک‌گ

۲۰۱۵
- قهرمانی جهان - ۷۴ ک‌گ
- بازی‌های پان امریکن - ۷۴ ک‌گ
- جام جهانی - ۷۴ ک‌گ
- جایزه بزرگ الکساندر مدوید - ۷۴ ک‌گ

۲۰۱۴
- قهرمانی جهان - ۷۴ ک‌گ
- قهرمانی پان امریکن - ۷۴ ک‌گ
- جام جهانی - ۷۴ ک‌گ
- جام یاشار دوغو - ۷۴ ک‌گ

۲۰۱۳
- قهرمانی جهان - ۷۴ ک‌گ
- تورنمنت استفان سارگسیان - ۷۴ ک‌گ
- جایزه بزرگ الکساند مدوید - ۷۴ ک‌گ

۲۰۱۲
- بازی‌های المپیک تابستانی - ۷۴ ک‌گ
- مسابقات بین‌المللی سرو پلادو - ۷۴ ک‌گ
- تورنمنت بین‌المللی یادوارهٔ دیوید شولتز - ۷۴ ک‌گ

۲۰۱۱
- قهرمانی جهان - ۷۴ ک‌گ
- بازی‌های پان امریکن - ۷۴ ک‌گ
- تورنمنت بین‌المللی یادوارهٔ اوکراینی - ۷۴ ک‌گ
- ان‌سی‌ای‌ای بخش یکم - ۱۶۵ پوند
- برندهٔ جایزهٔ دن هاج
- همایش ۱۲تای بزرگ - ۱۶۵ پوند
- قهرمانی آزاد (اوپن) آمریکا - ۷۴ ک‌گ

۲۰۰۹
- ان‌سی‌ای‌ای بخش یکم - ۱۵۷ پوند
- همایش ۱۲تای بزرگ - ۱۵۷ پوند

۲۰۰۸
- ان‌سی‌ای‌ای بخش یکم - ۱۴۹ پوند
- همایش ۱۲تای بزرگ - ۱۴۹ پوند